# MEIE
La M.E.I.E. Assicurazioni è stata una compagnia assicuratrice italiana.

## Storia
La Società mutua di assicurazioni fra esercenti di imprese elettriche e affini venne fondata nel 1920 a Torino per assicurare i rischi della produzione e distribuzione dell'elettricità delle imprese del gruppo Società Idroelettrica Piemontese.
Dopo l'ingresso della SIP nell'IRI, nel 1935, la compagnia cambiò nome in M.E.I.E. - Mutua Esercenti Imprese Elettriche: era la mutua assicuratrice fra le imprese del gruppo STET, di cui facevano parte compagnie telefoniche come la STIPEL, la TIMO e la TELVE.
Negli anni del miracolo economico la MEIE rimaneva la compagnia assicuratrice del gruppo STET, che ormai comprendeva una sola compagnia telefonica, la SIP, ma aveva costituito altre società come Italtel, Italcable e Sirti, e fino alla riforma della RAI del 1975 controllava il 22,9% della RAI. Oltre ad assicurare gli impianti produttivi delle imprese del gruppo, aveva ampliato l'attività alle assicurazioni personali dei dipendenti del gruppo e poi del pubblico in generale.
Nel 1998 Giampiero Gelmi la trasformò in società per azioni.
Nel 2000 la Telecom Italia, erede della STET, cedette la MEIE all'Unipol, che la fuse con l'Aurora.